# 2つのゆびわ
「2つのゆびわ」（ふたつのゆびわ）は、2016年2月～3月に、NHKの音楽番組『みんなのうた』で放送された楽曲である。作詞・作曲：坂田めぐみ、編曲：池毅、歌：坂田めぐみ。

## 概要
父が好きだった娘にボーイフレンドができたことで、父からの言葉を思い出す様子を、「指輪」をテーマに描いた楽曲。
坂田めぐみが自ら作詞・作曲を手掛け、めぐみの実父で、NHKの『おかあさんといっしょ』の7代目歌のお兄さんを8年間務めた坂田おさむがサビの部分のコーラスを担当している。
番組内で使用された映像は、「スタジオビンゴ」による人形アニメーション。
3ヶ月後の2016年6月～7月に『みんなのうたお楽しみ枠」限定で再放送され、3年後の2019年10月11日と11月8日には『みんなのうたリクエスト』限定で再放送され、4年後の2023年10月～11月に定時番組で再放送。